# Raúl Biord Castillo
Raúl Biord Castillo SDB (ur. 23 października 1962 w Caracas) – wenezuelski duchowny katolicki, w latach 2014–2024 biskup La Guaira, arcybiskup metropolita Caracas od 2024.

## Życiorys
15 lipca 1989 otrzymał święcenia kapłańskie w zakonie salezjanów. Pracował na kilku zakonnych uczelniach, a w 2004 objął funkcję wikariusza wenezuelskiej prowincji salezjańskiej.
30 listopada 2013 papież Franciszek mianował go biskupem La Guaira. Sakry biskupiej udzielił mu 8 lutego 2014 arcybiskup Baltazar Porras. W latach 2018-2022 był drugim wiceprzewodniczącym Konferencji Episkopatu Wenezueli, a w latach 2022-2023 był sekretarzem generalnym tego gremium..
28 czerwca 2024 papież Franciszek mianował go arcybiskupem metropolitą Caracas. Ingres odbył 24 sierpnia 2024. Paliusz otrzymał z rąk papieża Leona XIV w dniu 29 czerwca 2025.